# ステイシー・ヴァレンタイン
ステイシー・ヴァレンタイン（Stacy Valentine、本名Stacy Baker、1970年8月9日 - ）は、アメリカ合衆国オクラホマ州出身のポルノ女優。ポルノ雑誌のモデルを経て1996年にAVデビュー。

## 受賞
- 2009年 XRCO殿堂顕彰
- 2012年 AVN殿堂顕彰